# Jangkurang
Jangkurang is een bestuurslaag in het regentschap Garut van de provincie West-Java, Indonesië. Jangkurang telt 8966 inwoners (volkstelling 2010).